# Морской нетопырь
Морской нетопырь, или морской платакс (лат. Platax pinnatus), — вид лучепёрых рыб из семейства эфипповых.

## Описание

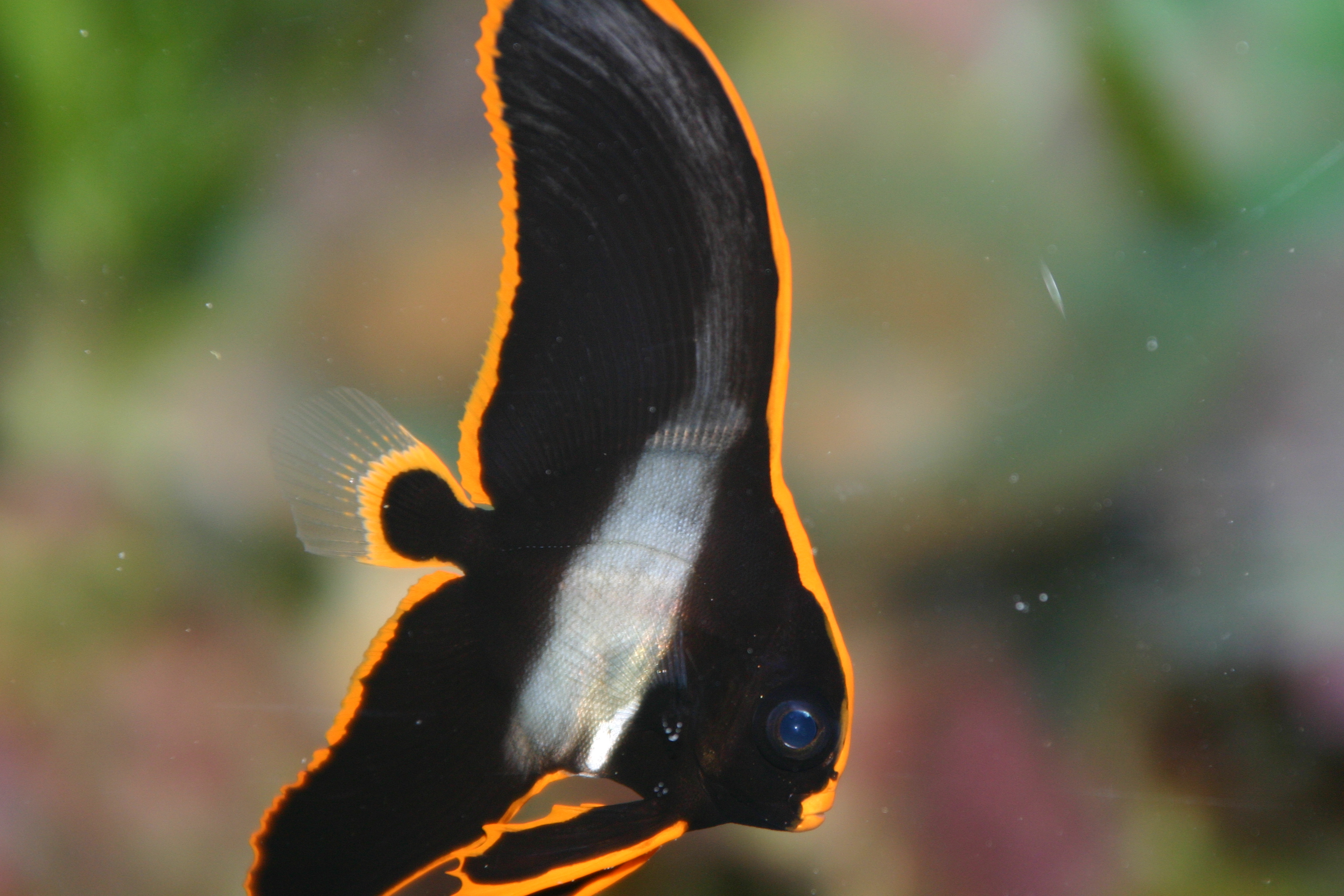
Молодая рыба

Максимальная длина тела 45 см. Тело высокое, дисковидное, сильно сжатое с боков. Форма тела очень сильно варьирует с возрастом. Рот маленький. Рыло очень короткое. Зубы щетинковидные, из наружного ряда немного увеличены, с вырезками на верхушке. Жаберные тычинки очень короткие. Предкрышка гладкая. Позвонков 24, из которых 14 хвостовых. Голова покрыта чешуей с боков. Мягкий спинной и анальный плавники спереди очень высокие, с утолщенным основанием. Грудные плавники короткие. Хвостовой плавник слегка вогнутый. Брюшные плавники с 1 колючим лучом и 5 ветвистыми лучами. У молодых рыб брюшные плавники сильно удлинены. Молодые рыбы коричневого цвета с яркой оранжевой полосой по краю тела. Взрослые рыбы тусклого серебристого цвета.

## Биология
Распространены в западной части Тихого океана от островов Рюкю до Австралии. Питаются преимущественно беспозвоночными, такими как ракообразные, кольчатые черви, двустворчатые и моллюски, а также медузами, сальпидами и водорослями.